# Stephen Muchoki
Stephen Muchoki (ur. 14 sierpnia 1956) – kenijski bokser, amatorski mistrz świata, dwukrotny mistrz igrzysk Wspólnoty Narodów.

## Kariera w boksie amatorskim
Jako amator startował w kategorii papierowej (do 48 kg). Zwyciężył w niej na igrzyskach Brytyjskiej Wspólnoty Narodów w 1974 w Christchurch, wygrywając w finale z Jamesem Odworim z Ugandy. Na pierwszych mistrzostwach świata w 1974 w Hawanie wywalczył srebrny medal w wadze papierowej, po wygraniu trzech walk (w tym półfinałowej z Jewgienijem Judinem ze Związku Radzieckiego) i porażce w finale z Jorge Hernándezem z Kuby. Zdobył złoty medal na mistrzostwach Afryki w 1974 w Kampali po zwycięstwie w finale nad Davidsonem Andehem z Nigerii. Był zgłoszony do udziału w igrzyskach olimpijskich w 1976 w Montrealu, ale w niech nie wystąpił wskutek wycofania się reprezentacji Kenii.
Zwyciężył w wadze papierowej na mistrzostwach świata w 1978 w Belgradzie, wygrywając w finale z obrońcą tytułu Jorge Hernándezem. Zdobył srebrny medal na igrzyskach afrykańskich w 1978 w Algierze, przegrywając w finale z Francisem Musankabalą z Zambii. Ponownie zdobył złoty medal na igrzyskach Wspólnoty Narodów w 1978 w Edmonton, wygrywając w finale z Musankabalą.

## Kariera w boksie zawodowym
Przeszedł na zawodowstwo w 1979. Walczył w kategorii muszej. Stoczył 19 walk zawodowych, z których 14 wygrał (3 przed czasem), 4 przegrał i 1 zremisował. W 1980 został zawodowym mistrzem Wspólnoty Narodów. 5 listopada 1982 w Kopenhadze walczył o tytuł mistrze świata organizacji WBA z Santosem Laciarem, ale przegrał przez techniczny nokaut w 13. rundzie.